# Артур Жорже (1946)
Арту́р Жо́рже Бра́га Ме́лу Тейше́йра (порт. Artur Jorge Braga Melo Teixeira; 13 февраля 1946, Порту — 22 февраля 2024, Лиссабон) — португальский футболист и футбольный тренер. За сборную Португалии провёл 16 матчей, забил 1 гол. Самый титулованный тренер в истории «Порту» (восемь трофеев).

## Карьера игрока

### «Порту»
Артур Жорже родился в Порту в 1946 году. Футбол заинтересовал его с ранних лет, в школьные годы он также играл в баскетбол и волейбол. Тогда же он попал в «Centro Académico Futebol Clube» — клуб, где играли ученики из его школы. После участия в одном из турниров среди сверстников, Артура Жорже пригласил к себе тренерский штаб академии «Порту». В её составе футболист под руководством Жозе Марии Педроту выиграл первенство Португалии среди юниоров, после чего был вызван в сборную страны своего возраста для участия в турнире под эгидой УЕФА. Португальцы заняли на нём третье место благодаря голу Артура в ворота англичан. Перед сезоном 1964/65 тренер «Порту» Отто Глория начал привлекать игрока к тренировкам с главной командой и включил его в заявку на проходившие в межсезонье турниры. Первый официальный матч за «драконов» Артур Жорже сыграл 13 сентября 1964 года в 1/32 кубка Португалии против «Пениши» и сразу отметился забитым мячом, который принёс «сине-белым» ничью. В чемпионате он провёл всего 4 игры, успев однажды отличиться результативным ударом. Однако дебют во взрослом футболе для него омрачился полученной травмой, из-за которой нападающий пропустил четыре месяца. Желая помимо футбола заниматься учебной деятельностью, нападающий решает перейти в «Академику» и поступить в Коимбрский университет на филологический факультет.

### «Академика»
С приходом в новую команду Артур сразу стал одним из главных её бомбардиров: в сезоне 1965/1966 он забил 13 голов. Чаще него отличался только Эрнесто де Соуза (17 мячей). В следующем же розыгрыше Примейры нападающий отметился 25 голами в 26 играх, «Академика» взяла серебряные медали, а также дошла до финала Кубка страны. В матче против «Белененсеша» Артур Жорже оформил покер. На его счёту в том чемпионате ещё два хет-трика. В сезоне 1967/68 с 28 голами он стал вторым бомбардиром национального первенства, уступив только Эйсебио с 42 мячами. «Академика» вышла в финал Кубка Португалии 1969 года, но по политическим мотивам Артура Жорже, активно занимавшегося оппозиционной деятельностью против режима Нового государства, отправили служить в армию в город Мафра, и нападающий не смог принять в нём участия. По ходу сезона футболист выходил на поле лишь в 17 матчах, а после его окончания перешёл в «Бенфику».

### «Бенфика»
В составе «орлов» Артур Жорже объединился с легендой португальского футбола Эйсебио и вписал своё имя в историю клуба, отыграв в Лиссабоне 131 матч и забив 106 мячей. В 1971 и 1972 годах Артур завоевал звание лучшего бомбардира португальской лиги. «Бенфика» выигрывала Примейру три раза подряд: в 1971, 1972 и 1973 годах, а в 1970 и 1971 взяла ещё и Кубок страны. Начиная с 1973 года Жорже всё больше стали беспокоить травмы, и в 1975 он перебрался в «Белененсиш», где отыграл три сезона на довольно высоком уровне. В 1977 году он ненадолго уехал за океан в клуб NASL «Рочестер Лансерс» и вскоре завершил карьеру из-за перелома ноги. На этот моменте ему было всего 32 года.

### Сборная Португалии
В составе сборной Португалии Артур Жорже провёл 16 матчей и забил 1 гол. В её составе участвовал в «Кубке Независимости», приуроченном к 150-й годовщине суверенитета Бразилии, где португальцы дошли до финала, уступив в нём с минимальным счётом хозяевам турнира.

## Тренерская карьера
После окончания игровой карьеры Артур Жорже поступил в Лейпцигский университет, где изучал методологию футбола. В 1979 году стал тренером «Белененсиша» — своего последнего клуба. Затем работал в «Витории» из Гимарайнша и «Портимоненсе», пока в 1984 году не стал главным тренером своей родной команды, «Порту», сменив на этом посту своего учителя Педроту. Под руководством молодого специалиста «драконы» дважды подряд взяли золотые медали чемпионата (в 1985 и 1986 годах), а в сезоне 1986/1987 выиграли Кубок европейских чемпионов, обыграв в полуфинале ведомое Олегом Блохиным и Игорем Белановым киевское «Динамо». В финале «сине-белым» противостояла «Бавария». Немцы большую часть встречи вели в счёте, благодаря забитому на 25-й минуте голу Людвига Кёгля, но в концовке игры португальцам удалось переломить ход встречи, и результативные удары Рабаха Маджера и Жуари принесли им первую в своей истории победу в главном клубном турнире континента. Артур Жорже стал первым португальским тренером, завоевавшим этот трофей. После последовал переезд во французский чемпионат, но его клуб, парижский «Расинг», обанкротился, и португалец вернулся в «Порту», откуда вскоре ушёл из-за напряженных отношений с его президентом Жорже Пинтой да Коштой.
В 1990 году он занял место наставника сборной Португалии, однако не смог вывести её на Евро-1992. Затем работал в «Пари Сен-Жермен», где за два года выиграл один чемпионат и один Кубок страны, а также вывел парижан в полуфиналы Кубка УЕФА 1992/1993 и Кубка обладателей кубков 1993/1994. После сезона в «Бенфике» Артур Жорже подписал контракт со сборной Швейцарии, которая ранее под руководством Роя Ходжсона, ушедшего в «Интернационале», квалифицировалась на Евро-1996. Команда на турнире не вышла из группы, где помимо неё были сильные коллективы из Англии и Нидерландов. Однако болельщики швейцарцев всё равно подвергли серьёзной критике работу португальского специалиста. В том же году он вернулся в национальную команду Португалии, чтобы провести с ней отборочный цикл к чемпионату мира 1998, но, несмотря на наличие в своём распоряжении Луиша Фигу, Руя Кошты и других знаменитых игроков, не смог попасть в финальную часть турнира, после чего покинул занимаемый пост. С 1998 по 2003 годы непродолжительное время работал в «Витессе», ПСЖ, аравийских «Аль-Насре» и «Аль-Хиляле», а также в «Академике», за которую он в 1960-х выступал в качестве игрока.

Осенью 2003 года Артур Жорже возглавил московский ЦСКА. В марте 2004 года «красно-синие» одержали победу в Суперкубке. В чемпионате «армейцы» при нём часто играли вничью (7 раз за полгода) и закончили первый круг РФПЛ на пятом месте. Руководство не было довольно результатами команды и в июле отправило португальца в отставку. Случилось это, однако, после разгромной победы над пермским «Амкаром» и стало неожиданностью для журналистов и болельщиков. При Артуре Жорже в стартовом составе «красно-синих» закрепились Сергей Игнашевич, Евгений Алдонин и Чиди Одиа, впоследствии проведшие за московский клуб ещё не один сезон. Вот как период работы португальца в ЦСКА описывал Игорь Акинфеев: 
— При Жорже, как мы смеялись с Березуцкими, братья научились в футбол играть. Это больше шутка, но все равно. Он увез нас в Португалию на сборы. Тренировки были по два раза в день, каждая два с половиной часа. Мы прибавили, начали держать мяч. У него был бзик — не терять мяч, в одно-два касания играть. Мы начали играть по-другому, но был какой-то нефарт. Мы в первом круге сыграли 10-11 ничьих. Нет, не 10, восемь. (на самом деле 7. — Прим. «СЭ»). Мы не проигрывали, но и не выигрывали! Помню, Леннорыч в раздевалку заходил, общался с Жорже, спросил, почему так. Человек не дал ответ. На второй круг назначили Георгича, там 1:0, 1:0, тихой сапой как обычно.

— Почему у иностранцев не получалось в ЦСКА?

— Думаю, что менталитет… Мне было комфортно работать с Жорже, он топовый тренер. Понятно, что возраст был уже, но он всегда был профессионалом, уважительно относился к ребятам.
В январе 2005 года он стал тренером сборной Камеруна. Африканская команда неудачно выглядела на стартовом отрезке отборочного этапа к ЧМ-2006, имея в своём активе лишь 8 очков за 5 матчей. При португальском наставнике «львы» выиграли все матчи квалификации, кроме одного, в котором сыграли вничью с Египтом, но всё равно не вышли в финальную часть соревнований. На Кубке африканских наций 2006 камерунцы вышли в четвертьфинал, где по пенальти проиграли Кот-д’Ивуару со счётом 12:13. Федерация футбола несколько месяцев не выплачивала тренеру зарплату, поэтому в 2006 году Артур Жорже покинул команду.

## Вне поля
Артур Жорже в молодости был оппозиционно настроен по отношению к действовавшему тогда португальскому режиму и занимался общественной деятельностью. Учась в Коимбрском университете, он увлекался современной литературой и музыкой. Там же он получил диплом специалиста по немецкой филологии. В 1969 году власти страны в разгар студенческих акций протеста перед финалом Кубка страны отправили футболиста на службу в армию. В 1972 году он совместно с Эйсебио и другими португальскими футболистами основал португальский Союз игроков и стал его первым главой. Юридическую помощь в организации им оказывал будущий президент страны Жорже Сампайю. Союз выступал за улучшение условий медицинского страхования и социального обеспечения для футболистов, а также за совершенствование отношений между игроками и клубами в области трудовых договоров. Артур Жорже был президентом Союза до 1975 года. Он говорил: 
«Когда мы молоды, мы хотим менять мир. […] Я просто хотел, чтобы футболисты считались такими же рабочими, как и все остальные. У нас не было условий труда, мы были закрыты от остального мира. […] Эта борьба была потрясающей».
Увлекался искусством: он коллекционировал картины и проводил аукционы и выставки, любил слушать музыку. Также Артур Жорже писал стихи, в 1983 году он опубликовал книгу Vé rtice da Água (Водная вершина).
Был женат, есть дети. Дочь Артура Жорже умерла в 2013 году в возрасте 22-х лет.

## Стиль игры
Артур Жорже играл на позиции центрального нападающего. Он хорошо действовал находясь спиной к воротам, укрывая мяч корпусом, а также обладал неплохим голевым чутьем. Славился поставленным ударом и умением побороться при игре в воздухе, за счёт чего помогал своей команде в защите при стандартных положениях. Отличительной особенностью футболиста был отточенный им удар в акробатическом прыжке. Выступая за «Бенфику», образовал связку с Эйсебио: Артур Жорже играл на острие атаки, а именитый одноклубник занимал позицию под ним.
Будучи тренером, носил усы, чем и запомнился болельщикам.

## Достижения

### Игрок

#### Командные
«Бенфика»
- Чемпион Португалии: 1970/71, 1971/72, 1972/73, 1974/75[24]
- Обладатель Кубка Португалии: 1969/70, 1971/72

#### Личные
- Лучший бомбардир чемпионата Португалии (Серебряный мяч): 1971, 1972

### Тренер

#### Командные
«Порту»
- Обладатель Кубка европейских чемпионов: 1986/87
- Чемпион Португалии: 1985, 1986, 1990

«Пари Сен-Жермен»
- Обладатель Кубка Франции: 1993
- Чемпион Франции: 1994

«Аль-Хиляль»
- Чемпион Саудовской Аравии: 2002
- Обладатель Кубка обладателей кубков Азии: 2002

ЦСКА
- Обладатель Суперкубка России: 2004

#### Личные
- Тренер года в Европе: 1987

## Статистика выступлений
| Клуб                      | Сезон            | Лига | Лига | Кубок Португалии | Кубок Португалии | Еврокубки | Еврокубки | Прочие | Прочие | Итого | Итого |
| Клуб                      | Сезон            | Игры | Голы | Игры             | Голы             | Игры      | Голы      | Игры   | Голы   | Игры  | Голы  |
| ------------------------- | ---------------- | ---- | ---- | ---------------- | ---------------- | --------- | --------- | ------ | ------ | ----- | ----- |
| Порту                     | 1964/65          | 4    | 1    | 2                | 1                | 0         | 0         | 0      | 0      | 6     | 2     |
| Порту                     | Итого            | 4    | 1    | 2                | 1                | 0         | 0         | 0      | 0      | 6     | 2     |
| Академика (Коимбра)       | 1965/66          | 26   | 13   | 1                | 0                | 0         | 0         | 0      | 0      | 27    | 13    |
| Академика (Коимбра)       | 1966/67          | 26   | 25   | 8                | 12               | 0         | 0         | 0      | 0      | 34    | 37    |
| Академика (Коимбра)       | 1967/68          | 26   | 28   | 6                | 11               | 0         | 0         | 0      | 0      | 32    | 39    |
| Академика (Коимбра)       | 1968/69          | 17   | 5    | 0                | 0                | 2         | 0         | 0      | 0      | 19    | 5     |
| Академика (Коимбра)       | Итого            | 95   | 71   | 15               | 23               | 2         | 0         | 0      | 0      | 112   | 94    |
| Бенфика                   | 1969/70          | 21   | 9    | 8                | 9                | 2         | 0         | 0      | 0      | 31    | 18    |
| Бенфика                   | 1970/71          | 26   | 24   | 7                | 12               | 4         | 1         | 0      | 0      | 37    | 37    |
| Бенфика                   | 1971/72          | 26   | 28   | 2                | 1                | 8         | 4         | 0      | 0      | 36    | 33    |
| Бенфика                   | 1972/73          | 15   | 11   | 1                | 2                | 2         | 0         | 2      | 0      | 20    | 13    |
| Бенфика                   | 1973/74          | 4    | 1    | 0                | 0                | 0         | 0         | 0      | 0      | 4     | 1     |
| Бенфика                   | 1974/75          | 3    | 3    | 1                | 1                | 0         | 0         | 0      | 0      | 4     | 4     |
| Бенфика                   | Итого            | 95   | 76   | 19               | 25               | 16        | 5         | 2      | 0      | 132   | 106   |
| Белененсиш                | 1975/76          | 28   | 8    | 0                | 0                | 0         | 0         | 0      | 0      | 28    | 8     |
| Белененсиш                | 1976/77          | 19   | 5    | 0                | 0                | 1         | 0         | 0      | 0      | 20    | 5     |
| Белененсиш                | 1977/78          | 4    | 1    | 0                | 0                | 0         | 0         | 0      | 0      | 4     | 1     |
| Белененсиш                | Итого            | 51   | 14   | 0                | 0                | 1         | 0         | 0      | 0      | 52    | 14    |
| Рочестер Лансерс (аренда) | 1977             | 7    | 2    | -                | -                | 0         | 0         | 0      | 0      | 7     | 2     |
| Рочестер Лансерс (аренда) | Итого            | 7    | 2    | 0                | 0                | 0         | 0         | 0      | 0      | 7     | 2     |
| Всего за карьеру          | Всего за карьеру | 252  | 164  | 36               | 49               | 19        | 5         | 2      | 0      | 309   | 218   |